# Condado de McKinley
O Condado de McKinley é um dos 33 condados do Estado americano do Novo México. A sede do condado é Gallup, e sua maior cidade é Gallup. O condado possui uma área de 14 129 km² (dos quais 17 km² estão cobertos por água), uma população de 74 798 habitantes, e uma densidade populacional de 5 hab/km² (segundo o censo nacional de 2000). O condado foi fundado em 1889.